# Trigonella velutina
Trigonella velutina är en ärtväxtart som beskrevs av Pierre Edmond Boissier. Trigonella velutina ingår i släktet trigonellor, och familjen ärtväxter. Inga underarter finns listade i Catalogue of Life.